# Yoshitoshi ABe

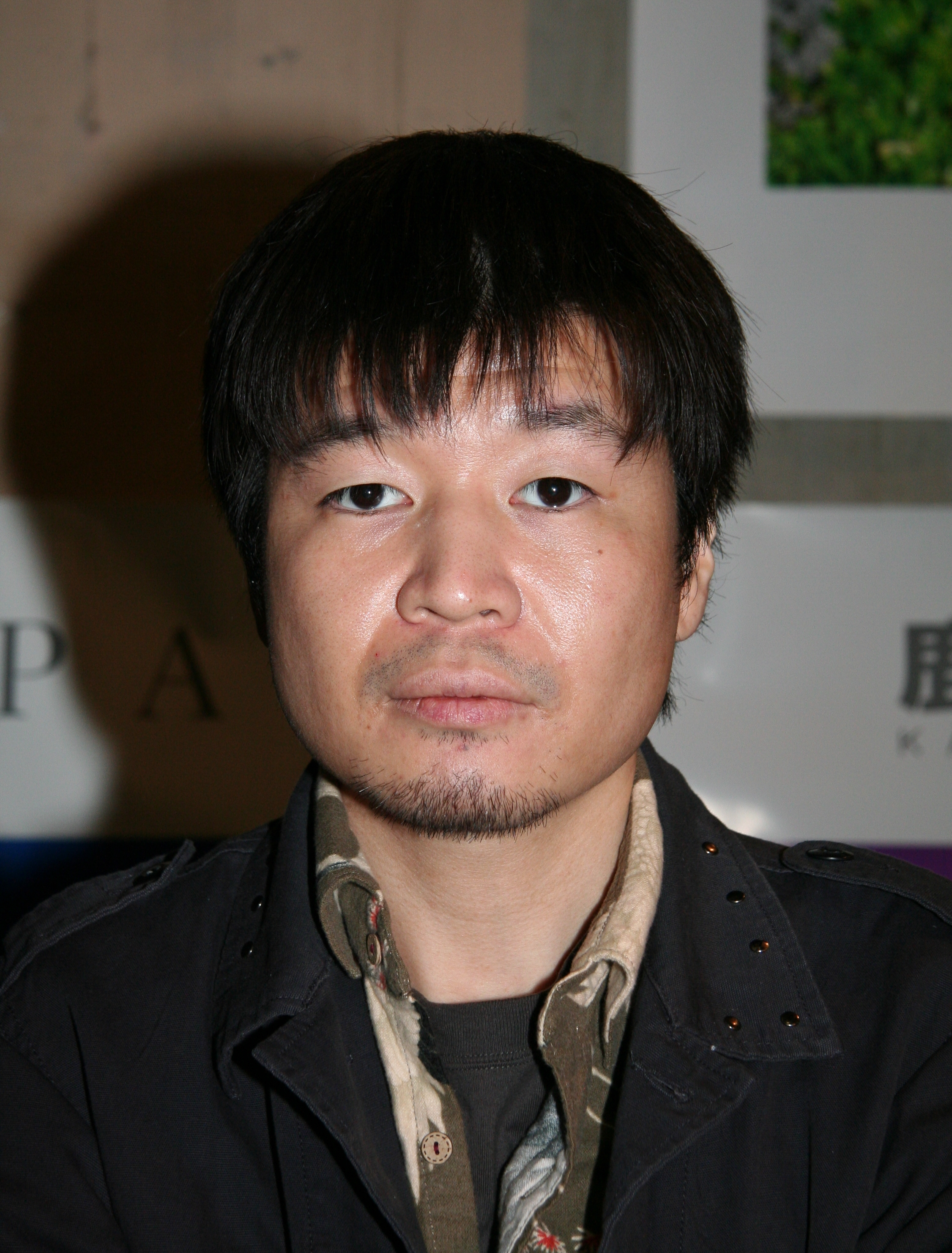
Yoshitoshi ABe, Mai 2007

Yoshitoshi ABe (jap. 安倍 吉俊, Abe Yoshitoshi; * 3. August 1971) ist ein avantgardistischer japanischer Künstler, der vor allem durch sein Wirken in der Manga- und Anime-Szene bekannt geworden ist. Er verwendet üblicherweise die Rōmaji-Schreibweise seines Namens anstatt der Kanji-Schreibweise, mit dem großgeschriebenen ‘B’ in ‘ABe’.

## Leben
Nach dem Abschluss der Oberschule arbeitete er für kurze Zeit als Assistent bei einem Mangaka, ehe er an die National University of Fine Arts and Music in Tokio ging. In seine Studienzeit fällt auch seine erste Veröffentlichung in der Seinen-Anthologie Afternoon. Nachdem er seinen Bachelor abgeschlossen hatte, absolvierte er auch noch einen Magister. Seine Aktivität richtete sich lange Zeit vor allem auf die Dōjinshi-Szene, aber nachdem er an einigen Anime maßgeblich beteiligt war, verbreiterte er sein Wirkungsgebiet auf Manga, Anime, Videospiele und Illustrationen. Er arbeitet sehr stark mit Computern, vor allem Macs, wobei ein charakteristisches Merkmal seines Stils der zaghafte Gebrauch der Radierfunktion ist, so dass seine Bilder meist etwas Verwaschenes, Skizzenhaftes haben.
Yoshitoshi ABe heiratete am 11. November 2011 seine Assistentin Yukaly Sasaki.

## Werke

### Anime
- Serial Experiments Lain (1998)
- NieA_7 (2000)
- Haibane Renmei (2002)
- Texhnolyze (2003)

### Artbooks
- Serial Experiments Lain – An Omnipresence in the Wired (Mai 1999)
- Essence (Mai 2001)
- NieA Under 7 – Scrap (Juli 2001)
- Haibane Renmei – In the Town of Guri, in the Garden of Charcoal Feathers (Dezember 2003)
- yoshitoshi ABe lain illustrations – ab# rebuild an omnipresence in the wired (Dezember 2005)
- Yoshitoshi ABe – Gaisokyu

### Covergestaltungen
- Kami no Keifu Novels 1-3
- Negative Happy Chainsaw Edge Novel
- Slip Manga Collection
- All You Need Is Kill
- NHK ni Yōkoso!

### Dōjinshi
- Furumachi (August 1996)
- Shooting Star (Dezember 1996)
- White Rain (Juli 1997)
- Sui-Rin (August 1998)
- Charcoal Feather Federation (Haibane Renmei) (Dezember 1998)
- T.Prevue Version 0.9 (August 1999)
- Faces (Dezember 1999)
- K.S.M.E (Juli 2000)
- Sketches (Dezember 2000)
- NieA Under 7 – Under (August 2001)
- Haibane Renmei – The Haibanes of Old Home (Ch.1) (August 2001)
- Haibane Renmei – The Haibanes of Old Home (Ch.2) (Dezember 2001)
- Haibane Renmei – Haibane Lifestyle Diary (August 2002)
- Haibane Renmei – The Haibanes of Old Home (Extra) (Dezember 2002)
- Ryuu Tai (Juli 2003)
- Not Found (Dezember 2003)
- Haibane Renmei – Kyakuhonshuu – Volume 1 (August 2004)
- Haibane Renmei – Kyakuhonshuu – Volume 2 (Dezember 2004)
- Haibane Renmei – Kyakuhonshuu – Volume 3 (Dezember 2004)
- Miscellaneous (Dezember 2004)
- GRID. (August 2005)
- Haibane Renmei – Kyakuhonshuu – Volume 4 (Dezember 2005)
- Haibane Renmei – Kyakuhonshuu – Volume 5 (Dezember 2005)
- Yakkyoku no Pochiyamasan (Dezember 2005)
- Haibane Renmei – Kyakuhonshuu – Volume 6 (August 2006)
- Yakkyoku no Pochiyamasan 2.0 (August 2006)

### Manga
- Afternoon (April 1994)
- NieA Under 7 (Vol. 1) (Juni 2001)
- NieA Under 7 (Vol. 2) (August 2001)
- Ryuushika Ryuushika (seit 2009, als Dojinshi begonnen)

### Mitarbeit
- Mutekei Fire – Tarame Paradise Doujins
- Mutekei Fire – Great Pictorial Guide of Uki-Uki in the World Doujins
- Mutekei Fire – Tokimeki Shitsumon Bako Doujins
- Range Murata – Flat
- Range Murata – Rule – Fa Documenta 003
- Range Murata – Robot, Band 1–6
- Foo Swee Chin – Muzz Doujins 1–2
- Akai Kiba (Red Fang), Band 1–4
- Jigoku Shoujo, Folge 13 (Skizzen und Wandbild)

### Videospiele
- Wachenröder (1998)